# Macul (estación)
Macul es una estación ferroviaria que forma parte de la red del Metro de Santiago de Chile. Se encuentra elevado por viaducto en la autopista Vespucio Sur entre las estaciones Las Torres y Vicuña Mackenna de la línea 4, en el límite de las comunas de La Florida, Macul y Peñalolén.
El 18 de octubre de 2019, en el marco de las protestas en Chile, la estación sufrió un incendio que afectó la mezzanina, la boletería y un tren que se encontraba estacionado en los andenes, lo que impidió su funcionamiento hasta el 12 de agosto de 2020, cuando fue reabierta.
Se espera que para el año 2032 se convierta en una estación de combinación con la futura Línea 8.

## Características y entorno
Presenta un flujo alto de pasajeros, ya que la estación es usada por muchos pasajeros desde las comunas de La Florida y Puente Alto. La estación posee una afluencia diaria promedio de 26 391 pasajeros.
En el entorno inmediato de la estación, se ubica una estación de transbordo de la Red Metropolitana de Movilidad. En ella se puede hacer conexión con los diferentes servicios que allí se detienen. Alrededor de la estación se encuentra un gran local de Homecenter Sodimac, un hipermercado Líder y la Plaza de Abastos de La Florida, todo esto enmarcado en una zona netamente residencial donde las casas-habitación predominan ampliamente por sobre las edificaciones de altura.

### Accesos
| Acceso | Intersección                               |
| ------ | ------------------------------------------ |
| A      | Av. Américo Vespucio con Av. La Florida    |
| B      | Av. Américo Vespucio con Av. Departamental |

## Origen etimológico
Su nombre se debe a que la estación se ubica sobre la Avenida Macul, que forma parte de una gran intersección de importantes avenidas, estas son Avenida Departamental, la ya mencionada Av. Macul, Avenida La Florida y Avenida Américo Vespucio, que solían confluir en la ex-Rotonda Departamental, que por razones de seguridad y fluidez vial, fue reemplazada por una interconexión entre las avenidas, regulada por semáforos.
La estación tuvo preliminarmente el nombre de «Av. Departamental», el cual sin embargo coincidía con la estación homónima ya existente en la Línea 2. También fue denominada previamente como «La Florida», cuyo nombre coincide en parte con la estación Bellavista de la Florida de la Línea 5.

## Galería

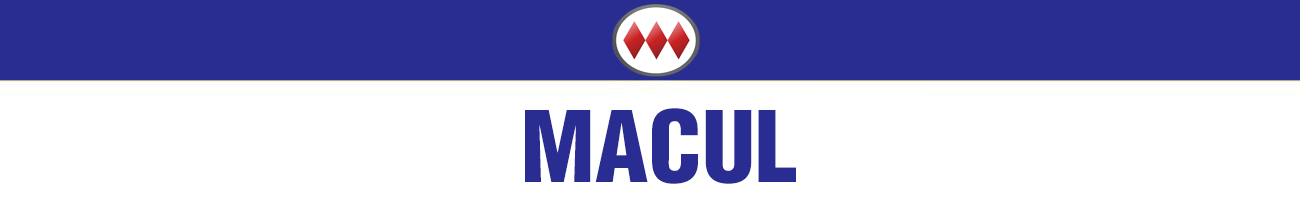
Cenefa utilizada actualmente en los andenes de la Línea 4.
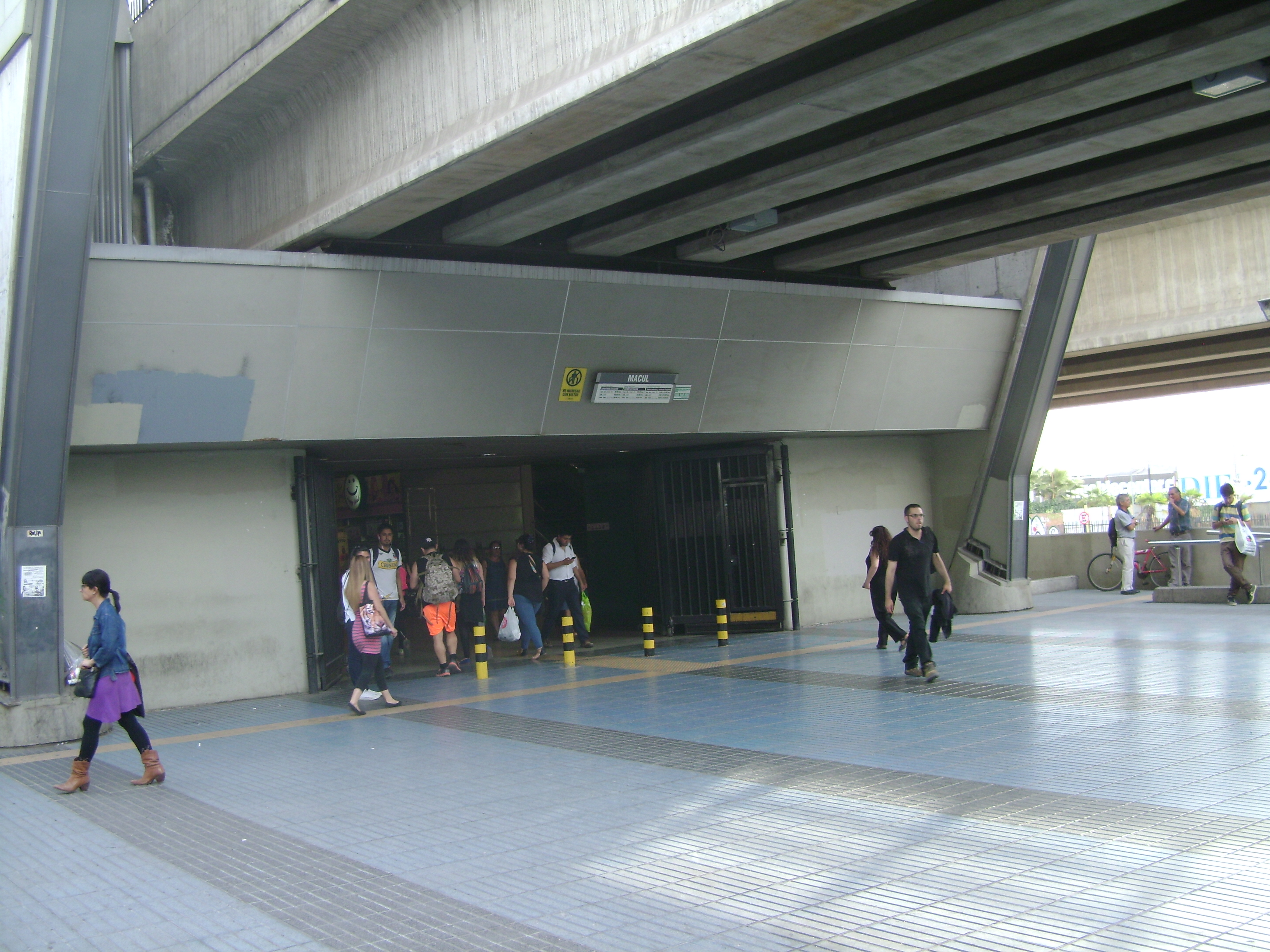
Acceso oriente a la estación.
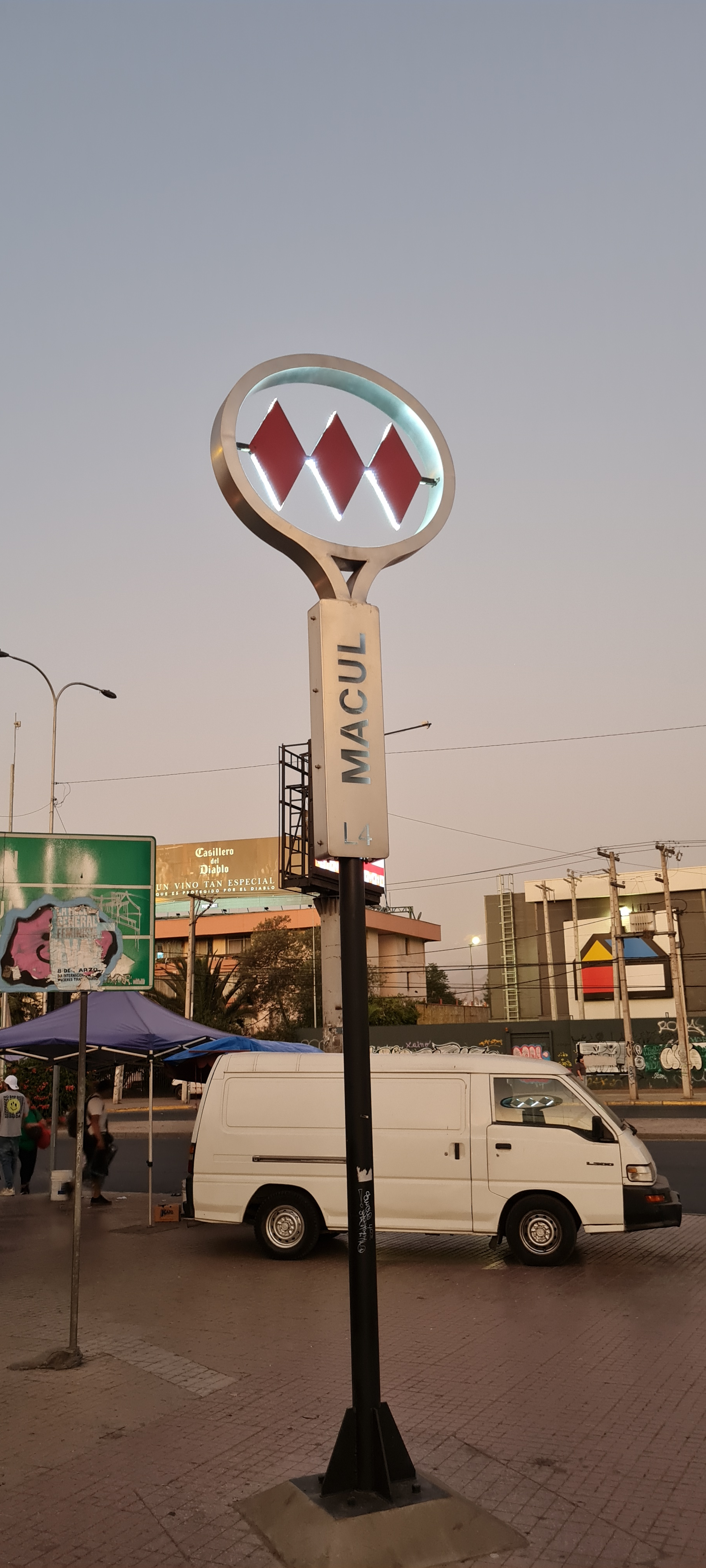
Señalética Metro Macul
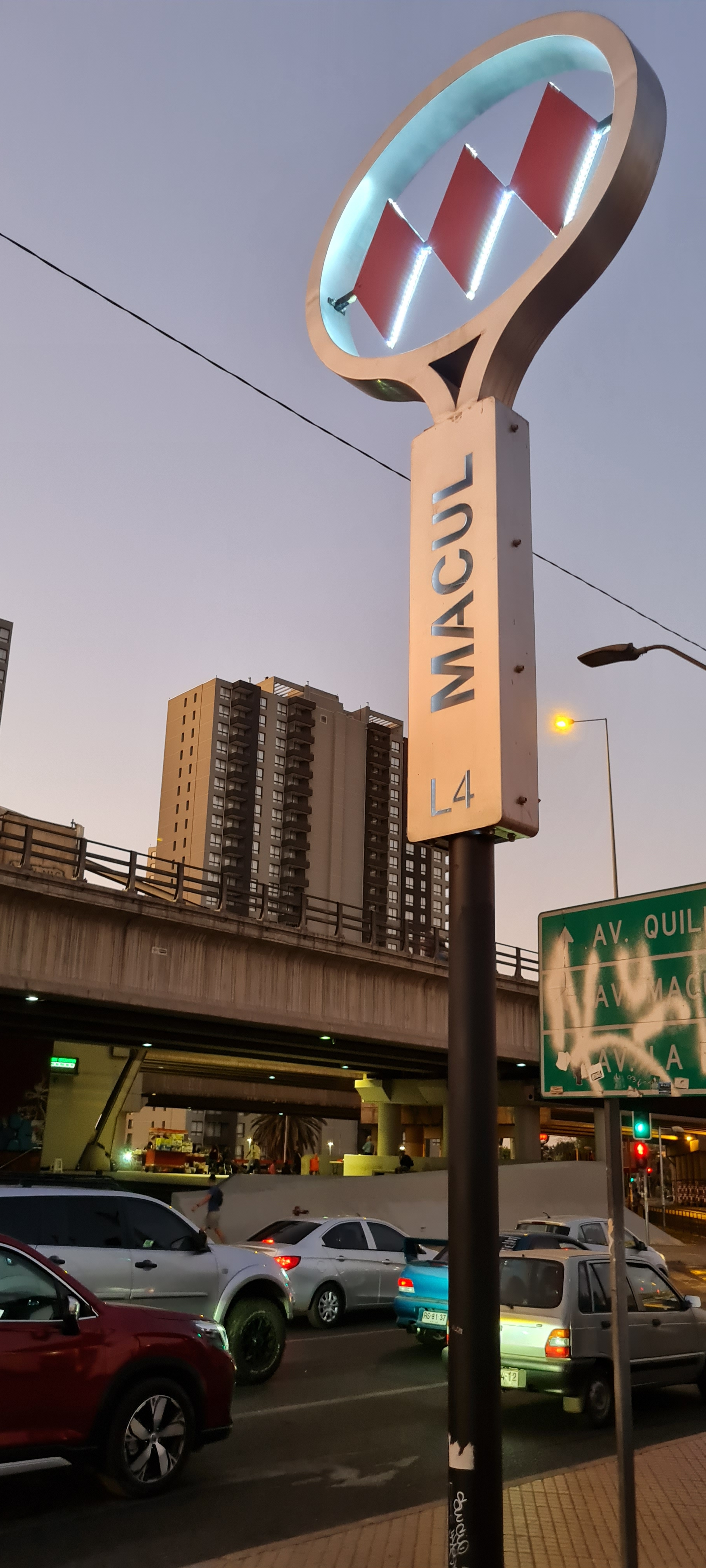
Señalética Metro Macul

## Conexión con Red Metropolitana de Movilidad
La estación posee 11 paraderos de la Red Metropolitana de Movilidad en sus alrededores (sin la existencia de los paraderos 3, 4, 5 y 9), los cuales corresponden a:
| Paradero/ Código                                          | Recorridos |
| --------------------------------------------------------- | --- |
| Parada 1 / Metro Macul (PD75)                             | 104 (Camilo Henríquez) - 114 (Camilo Henríquez) - 124 (Puente Alto) - 712 (Puente Alto)                                                                     |
| Parada 2 / Metro Macul (PD85)                             | 104 (Providencia) - 106 (Nueva San Martín) - 114 (Metro Ñuñoa) - 124 (Fin del recorrido) - 126 (Metro Manuel Montt) - 712 (La Pirámide)                     |
| Parada 6 / Metro Macul (PD216)                            | 212 (Providencia) - 224 (Ñuñoa) - 225 (Las Condes) - 514 (San Luis de Macul) - 514c (San Luis de Macul) - D16 (San Luis de Macul) - D26 (San Luis de Macul) |
| Parada 7 / Metro Macul (PD210)                            | 211 (Fin del recorrido / Nos) - 262n (Fin del recorrido / Villa España)                                                                                     |
| Parada 8 / Metro Macul (PD130)                            | 106 (Peñalolén) - 126 (La Higuera) - 212 (La Pintana) - 224 (Gabriela) - 225 (Bahía Catalina) - D16 (San Luis de Macul) - D26 (Maria Angelica)              |
| Parada 10 / Metro Macul (PD675)                           | 514 (San Luis de Macul) - 514c (San Luis de Macul) |
| Av. Departamental esq. / Av. A. Vespucio (PE874)          | 107 (Av. Departamental) |
| Av. Departamental esq. / Nueva 1 (PD1443)                 | 107 (Ciudad Empresarial) |
| Av. Departamental esq. / Avenida La Florida (PE1292)      | 102 (Pie Andino) - 108 (La Florida) |
| Parada / Estación de Buses Metro Macul -Oriente (PD1444)  | 102 (Metro Las Rejas) - 107 (Ciudad Empresarial) - 108 (Maipú) - E17 (Metro Bellavista de La Florida)                                                       |
| Parada / Estación de Buses Metro Macul -Poniente (PE1410) | 106 (Peñalolén) - 107 (Av. Departamental) - 118 (La Florida) - 126 (La Higuera) - E17 (Las Perdices)                                                        |